# Кет Вон Ді
Кетрін вон Драхенберг (англ. Katherine von Drachenberg), професійно відома як Кет Вон Ді (англ. Kat Von D) — американська татуювальниця, телеперсона, підприємиця та музикантка. Насамперед відома як татуювальниця з реаліті-шоу «Лос-анджелеські чорнила», прем'єра якого відбулася 7 серпня 2007 року і яке протривало чотири сезони. Також відома як колишня керівниця бренду краси «Kat Von D Beauty», який пізніше змінив назву на «KVD Vegan Beauty». У травні 2021 року випустила свій перший синґл «Exorcism» з альбому «Love Made Me Do It».

## Біографія
Кетрін вон Драхенберг народилася в Монтеморелос, Нуево-Леон, Мексика. Її батьки, Рене та Сільвія (до шлюбу Галеано), місіонери Церкви адвентистів сьомого дня, походять з Аргентини та мають німецьке, італійське, іспанське та тубільне коріння. У вон Ді є сестра Кароліна та брат Майкл. Переїхала з родиною до Внутрішньої Імперії у чотирирічному віці та провела дитинство в Колтоні, Каліфорнія. Навчилася класичної гри на фортепіано, на якому грала з 6 років.
Вон Ді вважає, що її бабуся по батьківській лінії, Клер фон Драхенберг, мала значний вплив на її музичну та мистецьку діяльність, а також відзначає культуру округу Сан-Бернардіно, що повпливала на її стиль татуювання. Почала слухати Ramones, Misfits та інші панк-гурти у 12 років. Зробила своє перше тату у 14 років і полишила школу в 16, щоб стати татуювальницею.
У 15 років її на 6 місяців відіслали до «Прово Каньйон», школи для проблемних підлітків, у якій щодо неї вчинили насильство. Періс Гілтон, яка теж навчалася в тій школі, теж свідчила, що там з нею погано поводилися.
З'явилася в двох сезонах реаліті-шоу «Чорнила Маямі», записаного на вулиці 305 Інк у Маямі. Отримала місце в шоу після того, як її колега Даррен Брасс зламав лікоть, що не дозволило йому робити татуювання. Під час участі в програмі у неї стався конфлікт з Емі Джеймсом, через що Кет вирішила покинути роботу в цьому тату-салоні, як і саму програму.
Невдовзі запустила власне реаліті-шоу «Лос-анджелеські чорнила», у якому показувала свою роботу у тату-салоні «High Voltage Tattoo» у Голлівуді, Каліфорнія. Знімаючи шоу, потрапила в Книгу рекордів Гіннесса за кількістю татуювань, зроблених однією людиною протягом 24 годин, виконавши 400 татуювань. «Лос-анджелеські чорнила» налічують чотири сезони. Рішення про скасування програми оголошено 18 серпня 2011 року. Вон Ді публічно заявила, що причиною скасування стала її власна відмова від продовження шоу.
Її перша книга — «Тату високої напруги» — вийшла друком в січні 2009 року. Книжка містила малюнки та татуювання, а також передмову від Ніккі Сікса з гурту Mötley Crüe. 26 жовтня 2010 року випустила другу книгу — «Хроніки татуювань», щоденник з ілюстраціями, що показує її життя протягом року.
2012 року Вон Ді виконала вокал у пісні «Rosary Blue» з альбому «X» фінського готик-рок-гурту The 69 Eyes. 2016 року записала вокал для пісні «Black Leather» гурту Prayers та знялася у кліпі цієї пісні. 2018 року разом з Руні Марою, Сією, Седі Сінк і Хоакіном Феніксом долучилася до озвучення документального фільму Кріса Делфорса про права тварин під назвою «Панування». Вон Ді також заспівала у трьох композиціях з альбому «Alive in New Light» (2018) гурту IAMX і з'явилася у пісні «Black Blood, Red Kiss» з альбому «Dark All Day» гурту Gunship.
У травні 2021 року випустила свій перший синґл «Exorcism», який увійшов до альбому «Love Made Me Do It». 2021 року випустила ще три синґли — «I Am Nothing», «Enough» та «Fear You». 2022 року світ побачив синґл «Fotos y Recuerdos», а 2023 — «Vampire Love».
2023 року охрестилася в Швейцарській баптистській церкві у Веве, штат Індіана.

## Особисте життя
2003 року одружилася з колегою-татуювальником Олівером Пеком. 2007 року пара розлучилися.
У 2007—2008 роках зустрічалася з музикантом Алексом «Орбі» Орбісоном, що задокументовано в першому сезоні шоу «Лос-анджелеські чорнила».
З лютого 2008 року по січень 2010 року зустрічалася з басистом гурту Mötley Crüe Ніккі Сіксом.
Потім зустрічалася з Джессі Джеймсом, фахівцем з модифікації мотоциклів, гендиректором «West Coast Choppers» і телеведучим, з яким розійшлася наприкінці 2011 року.
У вересні 2012 року почала зустрічатися з канадським музичним продюсером Джоелем Циммерманом, професійно відомим як Deadmau5, і навіть зробила йому татуювання зірки під оком, яке збігалося з її власним татуюванням. Остаточно розішлися 2013 року.
21 лютого 2018 року Вон Ді одружилася з художником Рафаелем Реєсом. У листопаді 2018 року народила сина.